# 飞刀又见飞刀 (电视剧)
《飞刀又见飞刀》是一部武侠电视连续剧，拍摄于2003年，改编自古龙的武侠小说《飞刀，又见飞刀》。本剧由台湾著名电视剧制作人杨佩佩担纲打造，为两岸三地合拍剧。张智霖、林心如领衔主演，女二号、女三号由当时还是新人的内地演员董洁、韩雪出演，后者更是以19岁的实际年龄挑战40多岁的剧中角色。

## 内容简介
“月神”薛采月追杀李坏，二人的纠葛不断。薛采月为亡父报仇，向李坏之父李曼青挑战，她要打败“小李飞刀”的神话，而身为“小李飞刀”后人的李坏将如何应付……

## 主创名单
- 出品人：迟晨曦
- 出品公司：九洲音像出版公司(投资人民币2千多万元)
- 制片人：王鹏举
- 编剧：陈丽华、关展博
- 导演：申学兵
- 监制：王兵
- 统筹：汤莉娟
- 摄影：卜祥义
- 美术指导：高洪
- 艺术顾问：杨佩佩
- 总监制：肖红、袁晓波
- 类型：古装、武侠

## 演员表
- 张智霖  饰 李坏
- 林心如 饰 薛采月、芸娘
- 董　洁 饰 方可可
- 韩　雪 饰 冷小星
- 寇振海 饰 李曼青
- 岳跃利 饰 方天豪
- 孙　兴 饰 薛青碧
- 郑国霖 饰 张 震
- 高　鑫 饰 赵 传
- 李学庆 饰 皇 帝